# CCleaner
CCleaner (dawniej Crap Cleaner) – opracowany przez firmę Piriform program narzędziowy na licencji freemium służący między innymi do oczyszczania komputera z niepotrzebnych plików i nieprawidłowych wpisów rejestru systemu Windows. Wydana została także wersja programu na system OS X i Android. Na początku grudnia 2012 roku liczba pobrań programu przekroczyła miliard kopii.

## Funkcje
CCleaner umożliwia usunięcie tymczasowych lub potencjalnie niechcianych plików pozostawionych przez niektóre programy, takie jak Firefox, Opera, Internet Explorer, Safari, Google Chrome, Windows Media Player, eMule, Google Toolbar, Netscape Navigator, Microsoft Office, Nero, Adobe Acrobat, WinRAR, WinAce, WinZip, Adobe Flash Player, Java, GIMP i inne oraz historię przeglądania, ciasteczka, zawartość kosza, zrzuty pamięci, fragmenty plików, pliki dziennika, pamięć podręczną systemu, dane aplikacji, historię automatycznego uzupełniania i inne dane. Zawiera także funkcję oczyszczania rejestru systemu Windows z błędnych lub niepotrzebnych wpisów.
CCleaner może być również wykorzystany do odinstalowywania programów. Dodatkowo CCleaner umożliwia zarządzanie programami uruchamiającymi się przy starcie systemu. Użytkownicy mogą wyłączyć uruchamianie niektórych programów w celu przyspieszenia startu systemu. Od wersji 2.13.8 CCleaner pozwala również usunąć punkty przywracania systemu. Potrafi też usunąć dane z wolnej przestrzeni dyskowej za pomocą narzędzia Drive Wiper. Od wersji 4.00.4064 program został wyposażony w funkcję File Finder, która wyszukuje duplikaty plików.

## Odbiór
| CNet        | (2008) (2017) |
| PC Magazine | [ 5 ]         |

W 2009 roku program otrzymał nagrodę Editor’s Choice przyznawaną przez CNet. Na początku grudnia 2012 roku liczba pobrań programu przekroczyła miliard kopii.